# 萨尔瓦托雷·西里古
萨尔瓦托雷·西里古（義大利語：Salvatore Sirigu，1987年1月12日－）是一位意大利足球守門員，現效力於巴勒莫，他曾效力於意大利国家足球队。
西里古於2011年暑假以350萬歐元由意甲巴勒莫轉投法甲豪門巴黎圣日耳曼。

## 國家隊生涯
西里古入選意大利2012年欧洲足球锦标赛名單，作為後備門將並獲得亞軍。
2021年6月，西里古入選了義大利參加2020年歐洲國家盃的大名單。7月11日，他隨隊獲得歐洲國家盃冠軍。

## 榮譽

### 國家隊
義大利
- 歐洲國家盃冠軍：2020[4]

### 勳章
- 5級／騎士－意大利共和國功勳騎士勳章：2021[5]

## 外部連結
- Soccerway資料庫：萨尔瓦托雷·西里古